# Языков, Николай Львович
Николай Львович Языков (1738 — 20.01.1824) — русский вице-адмирал, Главный командир Черноморского флота и портов, Николаевский и Севастопольский военный губернатор в 1811—1816 годах.

## Биография
Сын Льва Харитоновича Языкова. Эта ветвь Языковых происходила от Василия Аристовича Языкова, жившего во второй половине XVII веке.
В 1765 году поступил в Морской кадетский корпус, из которого в 1771 году выпущен гардемарином; плавал в Финском заливе.
В 1773 году в чине мичмана плавал в Балтийском море и затем в эскадре контр-адмирала Грейга отправился на корабле «Дмитрий Донской» в Средиземное море. В 1775 году вернулся в Кронштадт и до 1778 года снова плавал в Финском заливе.
В 1779 году в чине лейтенанта на корабле «Вячеслав» совершил переход от Кронштадта в Северный океан до Нордкапа и обратно.
В 1781 году, на корабле «Не тронь меня» плавал до Ливорно и обратно.
В 1783 году был переведён из Балтийского в Черноморский флот.
В 1784 году в чине капитан-лейтенанта находился при описи Днепра, от Херсона до Кременчуга.
В 1786 году был назначен советником по казначейской экспедиции в Николаеве и командовал штурманской ротой.
В 1787 году в чине капитана 2-го ранга управлял шлюпкой при переезде Екатерины II из Бреславля на Таврический берег и обратно. За тот переход он был награждён золотой табакеркой. В том же году, командуя фрегатом «Св. Александр Невский», участвовал в сражении с турецким флотом на Лимане, где пробыл до 1789 года, и по возвращении был награждён орденом Св. Владимира 4-й степени за «Лиманские компании».
В 1789 году участвовал в сражениях с турецким флотом при Керченском проливе и у Гаджибея.
В 1791 году, в чине капитана 1-го ранга был награждён орденом Св. Георгия IV класса за отличие.
С 1792 по 1798 годы состоял в должности обер-шпер-кригскомиссара при Черноморском Адмиралтейском управлении.
С 1798 по 1802 годы состоял при конторе Главного командира Черноморского флота в должности советника по Комиссариатскому департаменту.
В 1799 году в чине капитан-командора находился при проводке корабля «Мария Магдалина» от Херсона до Лимана.
14 марта 1801 года был произведён в чин контр-адмирала и в 1802 году командовал эскадрой из 5 кораблей, 2 фрегатов и 2 авизо в Чёрном море и был назначен присутствовать в конторе Главного командира Черноморских портов.
В 1805 году был произведён в вице-адмиралы белого флага Черноморского флота и назначен директором Черноморского штурманского училища.
5 марта 1807 года награждён орденом Святой Анны 1-й степени.
В 1808 году назначен начальником флотских команд в Севастополе.
В 1809 году, за отсутствием Главного командира Черноморского флота, управлял Черноморским департаментом.
В 1811 году был назначен Главным командиром Черноморского флота и портов, Николаевским и Севастопольским военным губернатором. В 1816 году сдал эту должность вице-адмиралу Грейгу.
Умер в 1817 году (по другим данным — в 1824 году).

## Семья
Был женат на Евдокии, умершей до 1815 года. Их дети: 
- Николай (22.4.1794—?) — управляющий Комиссариатской экспедицией Черноморского флота (1833—1849), статский советник (1836).
- Надежда (1797—?), в 1816 году вышла замуж за Траверсе, Александра Ивановича (старшего)[6]
- Елизавета (1799—?), в 1819 году вышла замуж за Ивана Мордвинова[7].
- Лев (1805—?) — капитан-лейтенант Морского экипажа кадетского корпуса.
- София (1811—?).
- Илья (25.07.1798—?)[8].
- Вера (27.04.1801—?)[9].
- Варвара (04.12.1806—?)[10].